# Мачке (мјузикл)
Мачке (енгл. The Cats) је отпјевани мјузикл, у композицији Ендруа Лојда Вебера, а заснован је на пјесничкој збирци Стара књига практичних мачака, Томаса Стернса Елиота. У причи се ради о племену Мачака по имену Џеликл, које се заједно окупља на годишњем Џеликл балу, гдје доносе избор, познат као „Џеликл избор“, у којем одлучују која ће се мачка уздићи на Хевсајд лејер (њихова верзија неба) и вратити се у нови живот. Мјузикл обухвата и познату пјесму „Memory“ коју је отпјевала Гризабела. До 2019. године, Мачке се налазе на четвртом мјесту по броју извођења на Бродвеју и на шестом мјесту у Вест Енду.
Лојд Вебер је почео да поставља Елиотове пјесме на мјузикл 1977, а композиције су први пут представљене као циклус пјесама 1980. Продуцент Камерон Мекинтош, ангажовао је режисера Тревора Нуна и кореографа Жилијен Лајн, како би пјесме претворио у комплетан мјузикл. Мачке су премијерно приказане 1981. године, у позоришту Нови Лондон, у оквиру Вест Енда, у Лондону, Енглеска, гдје су добиле углавном позитивне критике, након чега је премијерно приказан 1982. године, у позоришту Вест Гарден, на Бродвеју, гдје је добио мјешовите критике. Мјузикл је добио бројне награде, укључујући Награде Тони за најбољи мјузикл, најбољу књигу мјузикла и најбољу оригиналну партитуру; као и награду Лоренс Оливер за најбољи мјузикл. Упркос својој необичној претпоставци која је у почетку одвратила инвеститоре, показало се да је мјузикл постигао невиђени комерцијални успјех, са зарадом широм свијета од 3,5 милијарди америчких долара бруто, до 2012.
Лондонска продукција трајала је 21 годину, током којих је мјузикл извођен 8.949 пута, док је бродвејска продукција трајала 18 година, током којих је извођен 7.485 пута, што је Мачке чинило мјузиклом са највише приказивања у обје позоришне четврти дужи низ година. Мачке су од тада оживљаване у Вест Енду два пута и једном на Бродвеју. Такође је мјузикл превођен на више језика и изведен широм свијета више пута. Дуготрајна инострана продукција укључује 15-годишње приказивање у Оперетенхаусу, у Хамбургу, гдје је приказан више од 6.100 пута, као и сталну приказивање у намјенски изграђеном позоришту у Јапану, гдје је приказан више од 10.000 пута од отварања позоришта 1983. године.
Мачке су покренуле феномен мегамјузикала, успоставивши глобално тржиште мјузикала и усмеравајући фокус индустрије на великобуџетне блокбастере, као и породичне и туристичке представе. Дубок, али поларизациони утицај мјузикла је такође промијенио естетику, технологију и маркетинг индустрије. Мачке су 1998. године адаптиране у филм са директним видео снимком, а касније је мјузикл адаптиран у филм Мачке, у режији Тома Хопера 2019. године.

## Позадина
Мачке су засноване на пјесничкој збирци Стара књига практичних мачака, Томаса Стернса Елиота, са пјесмама у мјузиклу који се састоје од Елиотових стихова, а композицију је радио Ендру Лојд Вебер. Мјузикл је необичан у својој конструкцији; уз Елиотове пјесме, музика и плес су главни фокус представе на штету традиционалне наративне структуре. Музиколози Вилијам Еверет и Пол Лирд описали су Мачке као „комбиновање елемената ревијалног и концептуалног мјузикла“. Заплет се фокусира на племе мачака по имену Џеликл, које се заједно окупљају на годишњем Џеликл балу и доносе избор, познат као „Џеликл избор“, у којем одлучују која ће се мачка уздићи на Хевсајд лејер (њихова верзија неба) и вратити се у нови живот. Највећи дио мјузикла састоји се од различитих такмичара које су представили саме себе или друге мачке.

### Пјесма
Стара књига практичних мачака је збирка лагане поезије о мачкама коју је Елиот оригинално написао за своје кумове 1930-их. Због ритмичке природе Елиотовог рада, раније је било покушаја, прије Мачки, да се збирка претвори у мјузикл, мада ниједан од тих покушаја није доживио много критичког или комерцијалног успјеха. Музиколог Џон Снелсон написао је о пјесми:
Оне су пружили одличан материјал за музикализацију, јер Елиотов стил у овој колекцији подсјећа на популарног лиричара. Пјесник користи поновљене фразе улова, јаке хватаљке, устаљени ритам и скандалозно привлачење пажње, духовите риме, који су састојци сваке добро урађене популарне лирике.
Већина текстова у Мачкама преузета је из Старе књиге практичних мачака, са врло малим преправкама. Допунски стихови из необјављених Елиотових пјесама прилагођени су за пјесму „Grizabella the Glamour Cat“ и „The Journey to the Heaviside Layer“, док је пјесма „The Moments of Happiness“ преузета из одломка из Елиотове треће поеме „The Dry Salvages“. Директор мјузикла — Тревор Нун и текстописац Ричард Стилаџ обезбиједили су преостале текстове, углавном за потребе отварања: „Jellicle Songs for Jellicle Cats“ и најпознатију пјесму из мјузикла „Memory“ Прву су написали Нун и Стилаџ, а по узору на Елитову необјављену пјесму под називом „Pollicle Dogs and Jellicle Cats“, док је другу написао Нун на основу друге Елиотове пјесме под називом „Rhapsody on a Windy Night“.

## Стварање

### Почетак
Лојд Вебер је почео да компонује пјесме крајем 1977. као вјежбу писања пјесама, дјелом зато што му је Елиотова књига била омиљена у дјетињству, а дјелом да би видио да ли може да пише музику према унапријед одређеним текстовима. Композиције су извођене приватно за пријатеље, али Лојд Вебер тада није имао даље намјере за њих. Након што је почетком 1980. године, Би-Би-Си емитовао његов циклус пјесама под називом Причај ми у недјељу, Вебер је почео да размишља о употреби своје музикализације Елиотових пјесама за антологију телевизијског концерта. Пришао је продуценту Камерону Мекинтошу како би истражио могуће начине за пјесме.
Практичне мачке, како се представа тада звала, први пут је представљена као циклус пјесама на љетњем Сидмонтон фестивалу 1980. године. Концерт су извели Џема Кравен, Гари Бонд и Пол Николас. Елиотова удовица и извршилац књижевности — Валери, била је присутна и увела је различите Елитотове необјављене пјесмице. Једна од њих била је „Grizabella the Glamour Cat“ која је, иако одбачена из Елиотове књиге због тога што је „превише тужна за дјецу“, дала Лојду Веберу идеју за музику у потпуности. Објаснио је:
Због музичких и драматичних слика које сам створио за мене, осјећао сам да постоји много више од пројекта од онога што сам реализовао. Одмах сам закључио да ми треба подршка неког другог да ме подстакне да поново радим своје поставке и да видим да ли би драматична цјелина могла бити исплетена из предивног стиха који ће ми сада бити дозвољен да развијем.
Тако је Лојд Вебер одлучио да Практичне мачке претвори у мјузикл, гдје су копродуценти били Мекинтош-а и Брајан Броули, члан компаније Стварно корисна група.

### Развој
Убрзо након Сидмонтон фестивала, Лојд Вебер је почео да поставља необјављене пјесме, којима је додијелио музике, а неке од њих су касније додате у представу. Он је такође компоновао увертиру и „The Jeliicle Ball”, која обухвата аналогни синтесајзер у овом оркестрирању, у покушају да створи јединствени електронски саундскејп. У међувремену, Мекинтош је регрутовао Нуна, тадашњег умјетничког директора позоришне компаније — Краљевска шекспирска компанија (РСЦ), да режира Практичне мачке. Нун је био необичан избор, будући да су га сматрали „превише узбуђеним“ за мјузикле, али Мекинтош је сматрао да је потребан директор са „педигреом“ да би се осигурало одобравање пројекта од стране Валерије Елиот. Након много убјеђивања, Нун је дошао на брод, а придружили су му се колеге из РСЦ-а, кореографкиња Жилијен Лајн и сценограф и костимограф Џон  Напије. Нун је практично замислио Мачке као камерно дјело за пет глумаца и два клавира, за које је сматрао да ће одражавати „Елиотов шармантан, помало упечатљив, благо сатиричан поглед на Лондон касних тридесетих година 20. вијека. Међутим, препустио се амбициознијој визији музике Лојда Вебера. Нун је такође био увјерен да мјузикл, ако хоће да има широку комерцијалну привлачност коју продуценти желе, не може да остане као низ изолованих бројева, већ је морао да има наратив кроз редове. Стога је имао задатак да самосталне пјесме стави у причу. Нун је писао о значају који је пјесма „Grizabella The Glamour Cat” имала на конструкцију приповиједања:
Овдје је Елиот у осам редака описивао снажно препознатљив лик снажне људске резонанце, истовремено уводећи теме смртности и прошлости, које се у већим пјесмама више пута појављују. Одлучили смо да, ако је Елиот мислио да је озбиљан, дирљив, готово трагичан у свом представљању мачјег карактера, онда морамо да радимо представу која може да садржи тај материјал и његове импликације. Надаље, морали смо да постигнемо осјећај напредовања кроз теме више од случајева.
Догађај назван Џеликл бал, реферирао је Елиот у пјесми „The Song of the Jellicles” док је мачија верзија неба, позната као Хевсајд лејер споменута у једној од његових необјављених пјесама. Нун се на те концепте проширио замишљајући Џеликл бал као годишњи ритуал у којем мачке требају да буду изабране да се пењу на Хевсајд лејер, дајући тако ликовима разлог да се сакупе и пјевају о себи у мјузиклу. Такође је додао елемент поновног рођења као игру идеји да мачке имају девет живота.
Један од Нунових услова да би пристала да режира Практичне мачке био је да глумица Џуди Денч глуми у мјузиклу. Лојд Вебер је пристао на то због њених способности и тако се Денч придружила друштву, у двострукој улози, као Гризабела и Џенианидот. Бившем главном плесачу Краљевског балета — Вејну Слипу, понуђена је улога господина Мистофелеса, након што су Вебер и Мекинтош присуствовали наступу његове плесне трупе, што је био један од многих плесних наступа који су видјели током припрема за мјузикл. Кастинг за остале улоге почео је у новембру 1980, са аудицијама широм Велике Британије за плесаче који би такође могли да пјевају и глуме. Постојало је почетно неслагање око тога да Николас глуми улогу Рум Тум Тугера; Нун је сумњао у глумачки лагодан став, али на крају је препустио избор Веберу, Мекинтошу и Лајновој, који су сви жељели Николаса за улогу. Сара Брајтмен, која се већ прославила хитом „I lost My Heart to a Starship Trooper”', приредила је приватну аудицију и прикључена је глумачкој постави у тада још неодлученој улози. До децембра, глумачка постава била је комплетирана.
У међувремену, Мекинтош је ангажовао рекламну агенцију Девинтерс, да дизајнирају постер за мјузикл. После много напредавања, агенција је представила минималистички постер који се састоји од пара жутих мачјих очију (са плесачким силуетама за зјенице) постављених на црној позадини. Продуцентима и креативном тиму се свидио дизајн, али сматрали су да наслов — Практичне мачке  - изгледа изван места када је упарен са сликом мачјих очију. Наслов мјузикла је тако скраћен на само Мачке.
Премијера мјузикла је била заказана за 30. април 1981. године, док је претпреглед био заказан за 22. април. Нешто прије него што су улазнице биле у продаји средином фебруара, Нун је алармираним продуцентима открио да муку мучи да напише сценарио за мјузикл. Упркос томе што још увијек нису имали ниједну утврђену књигу или партитуру, пробе су почеле 9. марта 1981. у црквној сали у Чисвику у Лондону. Оригинални музички директор, Крис Вокер, толико се изнервирао због недовршених партитура да је напустио представу истог дана прије ручка и замијенио га је диригент филма — Хари Рабиновиц. Ситуација се поправила касније тог дана када су се Лојд Вебер, Мекинтош и Нун срели са Стилгом, музичаррм познатим по својој способности да импровизује текст на лицу мјеста, у нади да ће Стилго моћи да напише уводну пјесму за мјузикл. До ледеће вечери, Стилго је припремио нацрт за пјесму „Jellicle Songs for Jellicle Cats”. Међутим, „Memory” број од 11 сати за Гризабелу, за коју је Нун инсистирао да му је потребна као „емоционално средиште“, и даље није имала стихове. Тим Рајс, некадашњи партнер Лојда Вебера, доведен је да напише текст пјесме, али Нун је његову верзију одбацио због тога што је била превише депресивна. Текст за “Memory“, Нун није завршио до почетка претпрегледа.
Многи ликови ансамбла настали су оригиналном глумачком поставом кроз опсјежне импровизационе сесије одржане током проби. Нун је рекао: „један дан пробали смо 15 поема које су постављене у музику, а пет недеља касније имали смо представу са ликовима, односима и причама које су трајале од почетка до краја“. Продукција се суочила са проблемом у последњем тренутку, када је Денч доживјела руптуру Ахилове тетиве током проба за Стару гумичку мачку и морала је да се повуче недељу дана прије првог претпрегледа. Њена замјеница — Мира Сандс замијенила ју је у улози Џенианидота, док је Елејн Пејџ пристала да преузме улогу Гризабеле. Премијера је одложена за 11. маја, али Мекинтош је одбио да одложи претпрегледе, јер је желио да ублажи гласине у индустрији да је продукција предстојећи дебакл.
Развој Мачака био је оптерећен и финансијским проблемима. Мекинтош се борио да прикупи 450.000 фунти (1,16 милиона америчких долара) потребних за приказивање мјузикла на Вест Енд, јер су главни инвеститори били скептични према премиси представе и одбили су да је подрже. Вебер лично је потписао мјузикл и узео другу хипотеку на своју кућу због предујма позоришта. Касније се подсјетио да би, да су Мачке биле комерцијална пропас, био финансијски уништен. Преостали капитал је прикупљене кроз мале инвестиције набављене од 220 појединаца путем огласа у новинама. Након што је мјузикл постао масовни хит, стопа прихода за ове инвеститоре процијењена је на преко 3,5 процената.

## Синопсис

### Чин I: Кад мачке полуде поноћним плесом
Након увертира, мачке се окупљају на позорници и описују племе Џеликл и његову сврху („Jellicle Songs for Jellicle Cats”). Мачке (које током представе разбију четврти зид) тада примјећују да их посматра људска публика и настављају да објашњавају како се различите мачке племена називају („именовање мачака“). Ово је праћено соло балетском тачком коју обавља мачка Викторија, да сигнализира почетак Џеликл бала („позив на Џеликл бал“). У том тренутку, Мункустрап, главни приповједач представе, објашњава да ће се вечерас патријарх племена Џеликл, Олд Деутерономеј, појавити и изабрати једну од мачака која ће се препородити у нови живот на Хевсајд лејеру.
Први кандидат којег Мункустрап представља је Џенианидот („Стара мачка Гумби“), велика мачка са табацима која читав дан лежи, али долази ноћу, постаје активна, подучавајући мишеве и жохаре различитим активностима како би сузбила њихове природно деструктивне навике. Тек што Џенианидот заврши њену пјесму, музика се изненада мијења и Рум Тум Тугер прави свој екстравагантни улаз пред племе. („The Rum Tum Tugger”) Веома је изузетан и неприлагођен, „јер ће радити како хоће и у вези тога се не може урадити ништа“.
Затим, док пјесма Рум Тум Туггера блиједи, дрхтава стара сива мачка посрне желећи да се помири; то је Гризабела. Све мачке се од страха и гађења одврате од ње и објасне јој несрећно стање („Grizabella: The Glamour Cat“). Гризабела одлази и музика се мијења у весели узбудљиви број док се на сцену доводи Бустопфер Џонс, дебела мачка у „капуту блиставог црног“ („BustopherJones: The Cat About Town”). Бустофер Џонс спада у елитну мачку и посјећује престижне клубове џентлмена. Изненада, гласан прасак уплаши племе и мачке престрашено појуре у бјекство. Пригушени кикотави звукови сигнализирају улазак Мунгоџерија и Румплетизера, пара скоро идентичних мачака. Они су несташни ситни провалници који уживају да праве проблеме око свог људског окружења („Mungojerrie and Rumpleteazer”). Након што заврше, бивају ухваћени спуштеног гарда и суочавају се са осталим мачкама.
Коначно, патријарх Џеликла, Олд Деутерономеј, стиже пред племе („Old Deuteronomy”). Он је мудра стара мачка која је „проживјела много живота“ и на њој је задатак да одабере који ће Џеликл ићи на Хевсајд лејер сваке године. Мачке су играле драму за Олд Деутерономеја („The Awefull Battle of the Pekes and the Policles”), причајући причу о томе како се два псећа племена сукобљавају на улици и потом их преплаши Велика мачка Румпус . Суморни морал Олд Деутерономеја прекида други гласни удар, вјероватно од Макавије и шаље у покрет алармиране мачке. Након брзе патроле за Макавити, Олд Деутерономеј сматра да је то лажни аларм и позива мачке назад док главна прослава почиње (The Jellicle Ball”), у којој мачке пјевају и приказују своје " Терпси моћи".
Током бала, Гризабела се поново појављује и поново је избјегавају остале мачке („Grizabella The Glamour Cat (Reprise)”), док Олд Деутерономеј тужно гледа. Она покушава да плеше заједно са њима, али старост и понижено стање спрјечавају је у томе („Memory (Prelude)”).

### Чин II: Зашто ће се одложити љетњи дан — када ће вријеме да тече?
Након Џеликл бала, Олд Деутерономеј разматра „шта је срећа“, поменувши Гризабелу. Међутим, мачке га не разумију, па он користи Јемиму (познату и као Силабуб), најмлађу од свих Џеликл-а, да пјева једноставнијим ријечима („The Moments of Happiness”). Гус, скраћено од Аспарагус, помјера се напријед као следећа мачка која је представљена („Gus: The Theatre Cat”). Некада је био познати глумац, али данас је стар и „пати од парализе због које се његове шапе тресу“. Прати га Џелилорум, његоватељ који говори о својим подвизима. Гус се затим сјећа како је својевремено играо злогласног гусарског капетана, Гроултигера, познатог као Терор Темзе („Growltiger's Last Stand”). Гус прича о романси пиратског капетана са дамом Гридлебон и о томе како је Гроултигера претекао Сијаме и приморан је да хода даском до смрти.
Поново у садашњости. Након што Гус излази, виђен је Скимблешанк како спава у углу (“Skimbleshanks: The Railway Cat”). Он је мачка која је незванично задужена за ноћни воз до Глазгова. Скимблешанк се сматра виталним за жељезничке операције, јер без њега „воз не може да крене“. Унутар његове пејсме, читав мотор парних возова састављен је од објеката у смећу.
Са трећим ударом и злобним смијех, појављује се „најтраженија“ мачка — Мекавити. Он је такозвани „Наполеон злочина“, који увијек успије да избјегне власти. Припадници Мекавије заробљавају Олд Деутерономеја и одлазе заједно с патријархом којег вуку. Док Мункустрап и његова војска јуре, Деметер и Бомбалурина објашњавају шта знају о Макавитију („Macavity: The Mistery Cat”). Када заврше, Макавити се враћа прерушен у Олд Деутерономеја, али Деметер му поквари омот и он завршава у борби са Мункустрапом и Алонзом. Макавити издржава неко вријеме, али како остатак племена почне да се гомила и окружује га, он скида свијетла са позорнице и бјежи у насталој збрци.
Након борбе, Рум Тум Тугер позива у помоћ мађионичара — господина Мистофелеса („Magical Mr. Mistoffelees”). Познат као „изворна привиђајна мачка”, господин Мистофелес може да изводи подвиге магије какве ниједна друга мачка не може. Своје чаробне моћи показује у соло плесу и користи их за обнављање свијетла и враћање Олд Деутерономеја. Сада може да се направи Џеликл избор.
Прије него што је Олд Деутерономеј могао да објави своју одлуку, Гризабела се враћа у смећу и он јој дозвољава да се обрати окупљенима. Њен изблиједјели изглед и усамљена диспозиција мало утичу на њену пјесму („Memory”). Уз прихватање и охрабривање Џемиме и Викторије, њена привлачност успијева и она је изабрана да буде та која ће отићи у Хевсајд лејер и поново се роди у новом Џеликл животу („The Journey to the Heaviside Layer”). Гума се уздиже са гомиле смећа, носећи Гризабелу и Олд Деутерономеја на другу страну према небу; Затим Гризабела путује сама. Коначно, Олд Деутерономеј обраћа се публици затварајући представу („The ad-dressing of Cats”)
Notes:

## Музика

### Музички бројеви
| Чин I - "Overture" – Оркестар - "Prologue: Jellicle Songs for Jellicle Cats" – Друштво - "The Naming of Cats" – Друштво - "The Invitation to the Jellicle Ball" – Викторија, Кваксо, Мункустрап, Друштво - "The Old Gumbie Cat" – Џенианидот, Мункустрап, Бомбалурина, Џелилорум, Деметер, Друштво - "The Rum Tum Tugger" – Рум Тум Тугер, Кваксо, Бомбалурина, Друштво - "Grizabella: The Glamour Cat" – Гризабела, Деметер, Бомбалурина, Друштво - "Bustopher Jones: The Cat About Town" – Бустофер, Џенианидот, Бомбалурина, Џелилорум, Друштво - "Mungojerrie and Rumpleteazer" – Мунгоџери, Румплетизер, Друштво - "Old Deuteronomy" – Мункустрап, Рум Тум Тугер, Олд Деутерономеј, Друштво - "The Awefull Battle of the Pekes and the Pollicles"† – Мункустрап, Румпус, Друштво - "The Jellicle Ball"‡ – Друштво - "Grizabella: The Glamour Cat" (reprise) – Џелилорум, Џемима - "Memory (Prelude)" – Гризабела | Чин II - "The Moments of Happiness" – Олд Деутерономеј, Џемима, Друштво - "Gus: The Theatre Cat" – Аспарагус, Џелилорум - "Growltiger's Last Stand" (укључујући "The Ballad of Billy M'Caw" or "In Una Tepida Notte")† – Гроултигер, Гридлебон, Генџис, Посада, Друштво - "Skimbleshanks: The Railway Cat" – Скимблешанк, Друштво - "Macavity: The Mystery Cat" – Деметер, Бомбалурина, Дјевојке - "Mr. Mistoffelees" – Господин Мистофелес, Рум Тум Тугер, Друштво - "Memory" – Гризабела, Џемима - "The Journey to the Heaviside Layer" – Друштво - "The Ad-Dressing of Cats" – Олд Деутерономеј, Друштво |

†" Пјесма „Growltiger's Last Stand“ је избачена из продукције у Сједињеним Државама и Уједињеном Краљевству од 2016. године, док је пјесма „The Awefull Battle of the Pekes and the Pollicles“ помјерена у чин  II, како би је замијенила.
‡ Такође позната под називом „Song of the Jellicles and the Jellicle Ball“.

### Оркестрација
Засновано на дефинитивној лиценцираној верзији од 16 дјелова.
| - Дрвени дувачки I: флаута, тенор саксофон, сопран саксофон - Дрвени дувачки II: сопран кларинет, баритон саксофон, флаута - Дрвени дувачки III: обоа, енглески рог - Рог I - Рог II - Труба I: B♭ труба, пиколо труба - Труба II: B♭ труба, флагетон - Тромбон | - Клавијатура I - Клавијатура II - Клавијатура III - Удараљке - Виолончело - Гитара: електична, акустична - Електрични усправни бас - Бубњеви |  |

## Ликови
Мачке су ансамбл представа, са великом носећом групом и без водећих глумаца.

### Издвојени ликови
Ликови који су представљени, пјевачи и / или плесачи:
- Аспарагус (Гус) или позоришна мачка — крхка старија мачка која је некада била познати сценски глумац.[37]
- Бомбалурина — кокетна и самоувјерена црвена краљица; она је најбоља пријатељица са Деметером и њих двије дијеле јаку мржњу према Макавити.[38]
- Бустофер Џонс — дебела мачка више класе, са „фасцинантним црним капутом и бијелим шљокицама“. Поштован од стране свих, он је човјек који има слободног времена и посјећује џентлменски клуб ради њиховог финог оброка.[39] У већини продукција, глумац који глуми Гуса такође игра Бустофера, мада је у раним продукцијама тај дио играо глумац који глуми Олд Деутерономеја.
- Деметер — проблематична и шкакљива краљица; она је најбоља пријатељица са Бомбалурином, а њих двије дијеле јаку мржњу према Макавити.[38]
- Гризабела — Бивша „гламурозна мачка“, коју су Џеликли одбацили, а која је изгубила сјај и сада само жели да буде прихваћена.[40]
- Џелилорум — мајка која његује мачиће и пази на Гуса.
- Џемима / Силабуб — најмлађе маче. Идеалистичка и весела, она симпатично гледа на положај Гризабеле.[41]
- Џенианидот — Она сједи читав дан и наизглед је веома лијена, али ноћу постаје веома активна док влада мишевима и жохарама, присиљавајући их да предузму корисне функције и креативне пројекте како би сузбила њихове природно деструктивне навике.[42]
- Макавити — озлоглашени злочинац познат као „Наполеон злочина“.[43] Обично га глуми глумац који игра Адметуса / Платона.
- Господин Мистофелес — Млади црно-бијели тукедо који је научио да контролише своје магичне моћи.[44] Он је истакнути плесач, током свог броја потписује Conjuring Turn (двадесет и четири узастопне четвероношке турнеје).[45] идентитет хора Мистофелеса понекад је познат и као Кваксо .
- Мунгоџери — мачор који изазива проблеме, он је половина злогласног двојца провалника мачака, заједно са Румплетизером.[46]
- Мункустрап — сиви пругасти мачак који је приповједач и заштитник племена Џеликл. Он је други командујући иза Олд Деутерономеја и главни приповједач представе.[47]
- Олд Деутерономеј — Мудри и добронамјерни старији вођа Џеликла, којег је његово племе вољело.[48]
- Румплетизер — враголасто проблематична мачка, она је једна половина злогласног дуа мачке провалника, заједно са Мунгоџеријем.[46]
- Рум Тум Тугер — блистава и неупадљива мачка која воли да буде у центру пажње.[49]
- Скимблешанк или Жељезничка мачка — узбудљива и активна наранџаста пругаста мачка, која живи у поштанским возовима и дјелује као незванични управник у толикој мјери да се сматра прилично неопходним запосленима у жељезници и станици.[50]
- Викторија — Безобразно и грациозно бијело маче. Она је истакнута плесачица, која се представља са соло балетском тачком након „The Naming of the Cats” и први је лик који је додирнуо Гризабелу.[51]

### Остали
Остали ликови који су се појављивали у више запажених продукција укључују:
- Адметус / Платон — хорски идентитет Макавитија. Он је миран ђумбир-бијели млади мачак, обично је упарен са Викторијом у плесу па де де током Џеликл бала.[52]
- Алонзо — црно-бијели мачак. Несигуран је и пун храбрости.[53]
- Бил Бејли / Тумблебрутус — разиграно маче, које често изводи акробације, а такође је и добар плесач. Његов костим се састоји од смеђих мрља (укључујући смеђу мрљу на очима) на бијелој основи.[54]
- Карбукети / Паунсивал — разиграно и акробатско смеђе-бијело маче.[55]
- Касандра — елегантна и повучена смеђа обојена краљица.[56]
- Корикопат и тантомил — Мистериозни брат и сестра близанци са психичким способностима.[56]
- Електра — Задржано и свечано маче у бојама корњачиног оклопа. Њен костим је браон, црвени и црни.[57]
- Етсетера — бујно и незрело маче . Њен костим је бијели, црни и браон.[58]
- Гридлебон - Гроултигерова љубавница у „Гроултигеровом последњем упоришту“, у којем пјева „The Ballad of Billy M'Caw"“ или исмијавану италијанску арију „In Una Tepida Notte“ (зависно од продукције). Обично је глуми глумица која глуми Џелилорум.
- Гроултигер — позоришни лик Гус се сјећа играња у младости, у којем се појављује у Гроултигер током "Гроултигеровог последњег упоришта”.[37] У неким продукцијама он је представљен као зли гусар; у другима је комичнији. Обично га глуми глумац који глуми Гуса.
- Мачка Румпус — шиљаста мачка са блиставим црвеним очима, виђена као својеврсна фигура суперхероја у „Страшној бици за пеке и поликле", упркос својој неспособности. Обично га игра један од ликова мушког ансамбла у представи унутар мјузикла.[59]

## Улоге
| Улога                  | Оригинална лондонска представа 1981. | Оригинална бродвејска представа 1982. | Филм 1998.         | Прво оживљавање у Лондону 2014. | Друго оживљавање у Лондону 2015. | Оживљавање на Бродвеју 2016. | Филм 2019.        |
| ---------------------- | ------------------------------------ | ------------------------------------- | ------------------ | ------------------------------- | -------------------------------- | ---------------------------- | ----------------- |
| Адметус/Плато          | Стивен Вејн                          | Кенет Ард                             | Брајан Волтерс     | Камерон Бал                     | Хавијер Сид                      | Данијел Гејмон               | Ерик Андервуд     |
| Алонзо                 | Ролан Александер                     | Ектор Хаиме Меркадо                   | Џејсон Гардинер    | Адам Лехк                       | Џек Батерворт                    | Ахмад Симонс                 | Блеј Робинсон     |
| Аспарагус Гус          | Стивен Тејт                          | Стивен Хана                           | Џон Мајлс          | Пол Ф. Монаган                  | Пол Ф. Монаган                   | Кристофер Гир                | Ијан Мекелин      |
| Бил Бејли/Тумблебрутус | Питер Бери                           | Роберт Хошур                          | Фергус Логан       | Адам Салтер                     | Џон Скот Кларк                   | Колтон Крауз                 | Н/Д               |
| Бомбалурина            | Џералдина Гарднер                    | Дона Кинг                             | Роземари Форд      | Шарлен Форд                     | Ема Ли Кларк                     | Кристин Корниш Смит          | Тејлор Свифт      |
| Бустофер Џонс          | Брајан Блесид                        | Стивен Ханан                          | Џејмс Барон        | Пол Ф. Монаган                  | Пол Ф. Монаган                   | Кристофер Гур                | Џејмс Корден      |
| Карбукети              | Лук Бакстер                          | Стивен Гелфер                         | Н/Д                | Џоел Морис                      | Лук Синке Вајт                   | Ђузепе Баузилио              | Н/Д               |
| Касандра               | Сета Идријан                         | Рене Себалос                          | Ребека Паркер      | Кејси Клер                      | Данијеле Като                    | Емили Пиненбург              | Мет Товли         |
| Корикопат              | Доналд Вот                           | Рене Клемент                          | Томи Слиден        | Бенџамин Минди                  | Џејмс Тихенер                    | Кори Џон Снајд               | Џеј Бетот         |
| Деметер                | Шерон Ли Хил                         | Венди Едмед                           | Ева Меј            | Зизи Старлен                    | Ана Вудсајд                      | Ким Фауре                    | Данијела Норман   |
| Електра                | Анита Пашлеј                         | Н/Д                                   | Ли Сју Морлан      | Н/Д                             | Н/Д                              | Лили Фролич                  | Ида Саки          |
| Етсетера               | Џули Едмет                           | Кристин Ланжер                        | Џо Бингам          | Н/Д                             | Н/Д                              | Н/Д                          | Н/Д               |
| Џорџ/Паунсивал         | Џон Честер                           | Херман В. Себек                       | Карл Морган        | Стиви Ектинсон                  | Џордан Шоу                       | Шерод Вилијамс               | Н/Д               |
| Гридлебон              | Сузан Џејн Тарнер                    | Бони Симонс                           | Н/Д                | Клер Рикард                     | Клер Рикард                      | Н/Д                          | Мелиса Маден Греј |
| Гризабела              | Елен Пејџ                            | Бети Букли                            | Елејн Пејџ         | Никол Шерзингер                 | Беверли Најт                     | Леона Луис                   | Џенифер Хадсон    |
| Гроултигер             | Стивен Тејт                          | Стивен Хана                           | Н/Д                | Пол Ф. Монаган                  | Пол Ф. Монаган                   | Н/Д                          | Реј Винстон       |
| Џелилорум              | Сузан Џејн Танер                     | Бони Симонс                           | Сузан Џејн Танер   | Клер Ричард                     | Клер Ричард                      | Сара Џин Форд                | Фреја Роули       |
| Џемима/Силабуб         | Сара Брихман                         | Витни Кершоу                          | Верле Кастелејн    | Наташа Мулд                     | Тарин Гри                        | Аријана Розарио              | Џонадет Карпио    |
| Џенианидот             | Мира Сандс                           | Ана Мекнили                           | Сузи Мекена        | Лаури Скарч                     | Џејн Квин                        | Елојзе Кроо                  | Ребел Вилсон      |
| Макавити               | Џон Торнтон                          | Кенет Ард                             | Брајан Волтерс     | Камерон Бел                     | Хавијер Сид                      | Данијел Гејмон               | Идрис Елба        |
| Господин Мистофелес    | Вејн Слип                            | Тимоти Скот                           | Џејкоб Брент       | Џозеф Поултон                   | Мајк Џон Ричардсон               | Рики Убеда                   | Лаури Дејвидсон   |
| Мунгоџери              | Џон Торнтон                          | Рене Клементо                         | Дру Варлеј         | Бенџамин Јејтс                  | Хари Френсис                     | Џес Лепрото                  | Дени Колинс       |
| Мункустрап             | Џеф Шанклеј                          | Хари Грунер                           | Мајкл Грубер       | Калум Трејн                     | Мет Мрзан                        | Енди Хатингтон Џејмс         | Роберт Херчилд    |
| Олд Деутерономеј       | Брајан                               | Кен Пејџ                              | Кен Пејџ           | Николас Паунд                   | Адам Линстед                     | Квентин Ерл Дарингтон        | Џуди Денч         |
| Рум Тум Тугер          | Пол Николас                          | Теренс Ман                            | Џон Партиџ         | Ентони Мареј Строугхам          | Маркелик Вард                    | Тајлер Ханс                  | Џејсон Деруло     |
| Румплетизер            | Бони Лангфорд                        | Кристин Ланжер                        | Џо Гиб             | Даун Вилијамс                   | Џорџ Летхерланд                  | Шоника Годден                | Наоми Морган      |
| Мачка Румпус           | Ролан Александер                     | Кенет Ард                             | Френк Томсон       | Адам Лејк                       | Џек Батерворт                    | Кристофер Гур                | Н/Д               |
| Скимблешанк            | Кен Велис                            | Рид Џонс                              | Џофри Гарат        | Рос Фини                        | Еван Џејмс                       | Џереми Дејвис                | Стивен Мекреј     |
| Тантомил               | Феми Тејлор                          | Џанет Хуберт Вајтен                   | Кајл Браун         | Кетрин Барнс                    | Габријела Кока                   | Емил Тејт                    | Зизи Старлен      |
| Викторија              | Финола Хјуџ                          | Синтија Онрубија                      | Филида Кровли Смит | Хана Кена Томас                 | Хана Кена Томас                  | Георгина Паскогвин           | Франческа Хајвард |

### Додатне улоге у филму
- Филм 1998: Феми Тејлор као Егзотика; Тони Тимберлејк као Аспарагус (хорска мачка)[66]
- Филм 2019: Les Twins као Сократ и Платон.

### Битне замјене
Битне замјене у представама одржаваним у Вест Енду и Бродвеју:

#### Вест Енд
- Адметус/Макавити: Ричард Армитаж (1994–1995)[67]
- Алонзо: Ворен Карлајл (1992), Стивен Аугтон (1993), Џејсон Гардинер (1997), Крис Џарвис (2001–2002)[67][68]
- Аспарагус/Гроултигер: Пол Бентли (1988), Марк Вајнтер (1990–1992), Питер Поликарпу (2001–2002)[67][68]
- Бил Бејли: Мајкл Сундин (1982)[67]
- Бомбалурина: Феми Тејлор (1984–1985), Џени Ди (1990), Дона Кинг (1992), Хетер Даглас (1999)[67]
- Корикопат: Џени Луис (1983)[67]
- Деметер: Ерин Лордан (1985), Луис Фрибо (1994–1995)[67]
- Електра: Сара Џејн Холенвел (1993–1994)[67]
- Етсетера: Сара Џејн Холенвел (2001–2002)[67][68]
- Гризабела: Анђела Ричардс (1982), Марти Веб (1983), Анита Харис (1985–1986), Клер Бурт (1993), Роземари Форд (1995), Дијана Лангтон (1996), Стефани Лоренс (1997), Сали Ен Триплет (1998), Криси Хејмонд (1999–2002),[67][68] Кери Елис (оживљавање; 2015),[69] Мадалена Алберто (оживљавање; 2015–2016)[70]
- Џелилорум/Гридлебон: Ребека Лок (2000–2001)[67][71]
- Џемима: Рути Хеншал (1987–1989), Луис Фрибо (1996), Верл Кастелејн (1998–1999)[67]
- Џенианидот: Ен Емери (1983–1986)[67]
- Мистофелес: Ген Хојручи (1998), Луј Спенс (1999),[72] Jacob Brent (2001)[67]
- Мункустрап: Дејвид Бурт (1982), [[Гери Мартин (1987–1990), Steven Houghton (1994)[67]
- Олд Деутерономеј: Џон Тарнер (1983–1985), Џон Раунсли (1995–1997), Дејв Вилетс (2001), Џуникс Иносејн (2001–2002)[67][68]
- Рум Тум Тугер: Џон Партиџ (1995, 2001–2002),[68] Томи Ерл (1997–1998)[67]
- Румплетизер: Ана Џејн Кејси (1988–1990), Џо Гин (1996–1997)[67]
- Скимблешанк: Нил Фицвилијам (1984–1985)[67]
- Викторија: Филида Кровли Смит (1992–1993)[67]

#### Бродвеј
- Алонзо: Скот Визе (1984)[73]
- Бустофер Џонс/Аспарагус/Гроултигер: Тим Џером (1984–1986), Грег Еделман (1986)[73]
- Касандра: Шарлот Дамброз (1984–1985)[73]
- Деметер: Лена Хал (1999–2000)[74]
- Гризабела: Лаури Брихман (1984–1988, 1997), Лони Акерман (1988–1991), Лилијас Вајт (1991–1992), Лиз Каловеј (1993–1999), Линда Балгорд (1999–2000)[73]
- Џенианидот: Шерон Витли (1999–2000)[73]
- Мистофелес: Ген Хорјучи (1991–1993, 1995–1996), Јакоб Брент (1996–1999), Кристофер Гатели (1999)[73]
- Мункустрап: Роб Маршал (1987), Брајан Бат (1991–1992), Мајкл Грубер (1996–1997, 1999), Џефри Денман (1999–2000)[73]
- Платон/Макавити/мачка Румпус: Скот Визе (1983)[73]
- Паунсивал: Роберт Монтано (1985–1987), Кристофер Гатели (1996–1998, 1999–2000)[73]
- Рум Тум Тугер: Дејвид Хибард (1993–1996, 1997–1999), Стивен Бјенски (1999–2000)[73]
- Румплетизер: Џенифер Коди (1994)[73]
- Тумблебрутус: Ренди Бетис (1990–1991, 1996–1998)[73]

## Умјетнички елементи

### Музички третман
Мачке су у потпуности испричане кроз музику без дијалога између пјесама, иако постоје случајеви када музика прати изговорене стихове. Композиције Лојда Вебера користе еклектичан распон музичких стилова тако да увећају контрастне личности ликова. На примјер, бунтовни Рум Тум Тугер је представљен рок пјесмом („The Rum Tum Tugger”); палу Гризабелу прати драматична оперна арија („Grizabella: The Glamour Cat”); Олд Деутерономеј представља свој велики улаз у успавану химну („Old Deuteronomy”); и Гусова носталгија за прошлошћу је рефлектована кроз мјузикхол старог стила („Gus: The Theatre Cat”). Многе пјесме су мјешавине њихових жанрова, што Снелсон приписује поријеклу представе као циклуса пјесама:
Првобитни концепт скупа контрастних бројева, без драматичног приповиједања, значио је да је свака пјесма потребна да успостави неку врсту музичке карактеризације независно од осталих и развије брзи однос са публиком. Такво брзо упознавање и идентификација сврхе може се постићи мјешавином. Али то је било само музичко полазиште, јер се пјесме у Мачкама крећу много даље од директне мјешавине „Елвиса“ у представи Јосиф и невјероватни капут из снова; мање су наглашене, више слободне у распону одабраних стилова него директне копије одређеног извођача или броја. Публика реагује на музичке разлике, с обзиром на почетну сигурност коју пружа познавање препознатљивих, стилских општих основа.
Лојд Вебер такође користи разне технике за помоћ у повезивању комада. Наиме, партитура се у великој мјери ослања на понављајуће мотиве, као и на употребу прелидија и реприза. На примјер, Гризабела и Џемима су отпјевали мелодичне фрагменте „Memory” неколико пута током представе прије него што се пјесма отпјева у цјелости, што служи за карактерисање Гризабеле и предвиђа њен коначни број. Слично томе, Вебер уводи фугу у увертире, а варијације ове теме се понављају кроз мјузикл све док се коначно не ријеши када се Гризабела успне на Хевсајд лејер.
У мјузиклу се такође појављује необична количина бројева "опис групе". Према музикологињи Џекиси Стернфилд, такви бројеви се обично пребацују у пролог и ништа више, као што је приказано у пјесмама „Another Op'nin', Another Show” у представи Пољуби ме Кејт и „Tradittion” у представи Фидлер на крову. Мачке с друге стране садрже четири пјесме које дефинишу Џеликл: „Jellicle Songs for Jellicle Cats“, „The Naming of Cats“, „The Jellicle Ball“ и „The Ad-Dressing of Cats“. Ови бројеви омогућавају мачкама да славе своје племе и врсту у цјелини, између оних које славе поједине чланове.

### Кореографија
Означена као „једна од најизазовнијих представа за плес у историји мјузикла“, плес игра главну улогу у мачкама, јер је оригинални креативни тим је посебно хтио да створи „први енглески плесни мјузикл у историји“. Прије Мачки, опште увјерење у индустрији је било да су британски плесачи инфериорнији од колега са Бродвеја. Ризично ангажовање британског кореографа — Жилијен Лајн, за британски плесни мјузикл, један историчар је описао као „живописан и чудесан гест трансатлантског пркоса“. Лајнин посао је већим изазовом учинила чињеница да је музика у Мачкама непрестана и већина глумаца остаје на бини током скоро цијеле представе.
Лајн је кореографисала оригиналну лондонску продукцију са плесном екипом коју чине њена помоћница Линдзи Долан, капетаница плеса — Џо Ени Робинсон, и чланови — Финола Хјуз и Џон Торнтон. Резултирајућа кореографија мијеша балет, модерни плес, џез и степ умијешан у акробатске приказе. Лајн је такође тренирала играчку улогу како би евоцирала кретање, физички изглед и понашање стварних мачака. Ове мачје особине су уклопљене у покрет и кореографију тако да се створила „антропоморфна илузија“. Лајн је 13-минутни плес „Џеликл бал“ сматрала суштином представе, напомињући да су, како би могли да дјелују као мјузикл вођен плесом, Мачке „морале да успију у томе или да умру“. Сјетила се потешкоће са којом се суочила како би наговорила Лојда Вебера да дода продужени плесни одмор, што је кулминирало тиме да су она и њена плесна екипа морале да плешу све дјелове „Џеликл бала“ да би га убиједили.

### Извођење
Оригинална избједба Мачака у позоришту Нови Лондон сматрана је револуционарном и „једним од првих заиста имерзивних позоришних искустава“. Умјесто конвенционалног просценијума, позориште је било готово у кругу, са централном окретном позорницом. Нун и Напије су покушали да створе „окружење умјесто скупа“, а око 900.000 долара потрошено је за преуређивање Новог Лондона у припреми за наступ. Ово је обухватало монтажне секције штандова на 18 метара позоришта које.се врте тако да се публика кретала заједно са бином. Када је представа доведена на Бродвеј, позориште Винтер Гарден (Зимски врт) је добило сличан преображај од два милиона долара; његова просценијска фаза претворена је у потисак, а дио крова је пробијен како би се омогућили ефекти Гризабелиног успона на Хевсајд лејер.
Нун је такође био одлучан да оркестар за Мачке'" буде скривен у бекстејџу, изван погледа публике, како не би провалили урањање. Додајући искуству, представа обично укључује много интеракције публике, попут оне током увертира када бачени дон трепери „зеленим очима“ док пролазе кроз публику у замраченом позоришту. У оригиналној продукцији на Бродвеју, изграђене су модне писте да би повезале бину са ложама и балконом како би играчима омогућили приступ цијелом аудиторијуму током представе.

### Сценографија и костимографија
Напије је почео да дизајнира сценографију у новембру 1980, жељећи „мјесто гдје се мачке могу окупљати заједно, што је такође укључивало максимални простор за плес“. Сценографија се састоји од отпада пуног огромних реквизита како би се створила илузија да су глумци величине стварних мачака; остаје исто током трајања представе, без икаквих промјена на сцени. Преко 2.500 ових умањених реквизита коришћено је за пуњење читавог аудиторијума у оригиналној продукцији у Бродвеју.
Напије је такође дизајнирао костиме, комбинујући мачја и људска својства заснована на „наговјештајима“ датим у Елиотовим пјесмама, осигуравајући да не ометају покрете плесача. Костими се обично састоје од унитара, перике која је направљена тако да сугерише присуство мачјих ушију, фластера који подсјећају на крзно тијела и гријача за руке и ноге како би извођачима давали изглед и руку и ногу више налик шапама. Као и код контрастних музичких и плесних стилова, костими и шминка користе се да би се открила посебност сваког лика. На примјер, костим за лепршаву Бомбалурину дизајниран је тако да истакне њену сензуалност, док костим најмлађег мачета у племену — Џемиме, личи на шкработине бојицама. Дизајнерски мотив сваког карактера сликан је руком на скици по мјери, да би се ускладио са тијелом њиховог извођача. Да би репродуковали „нацртану естетику“ Напијеових оригиналних дизајнерских скица, сликари костима у оригиналној продукцији Бродвеја користили су боце за наношење боје. Због количине плеса у Мачкама, већина костима није трајала дуже од неколико мјесеци.

## Продукције
Мачке су преведене на преко 15 језика и успјешно су продуциране у више од 30 држава.

### Лондон
Мачке су премијерно представљене у позоришту Нови Лондон, у Вест Енду 11. маја 1981. Мјузикл су продуцирали Мекинтош и компанија Лојда Вебера — Стварно корисна група. Режирао га је Нун, кореографију је радила Лајн (која је уједно била и сарадник режије), сценографију и костимографију Непије, дизајн освјетљења Дејвид Херсеј, дизајн звука Абе Јакоб и музичку режију Хари Рабиновиц. Остварио је укупно 8.949 наступа, прије него што се затворио на 21. годишњицу — 11. маја 2002. Финални наступ био је емитован уживо на великом отвореном екрану у Ковент Гардену за фанове који нису могли да купе улазницу. Мачке су држале рекорд као мјузикл са највише наступа у Вест Енду, у Лондону, од 1989. године, када су надмашиле мјузикл Исус Христ Суперзвијезда, до 8. октобра 2006, када их је по броју наступа престигао мјузикл Јадници.
Мјузикл се вратио на Вест Енд 2014. године за планирано 12-недељно ограничено приказивање на лондонском Паладијуму. Почев од 6. децембра, у оживљавању је глумила Никол Шерзингер као Гризабела, а ту је био и оригинални креативни тим: Нун као режрисер, Лајн као кореографи и Напије као дизајнер сценографије и костимографије. Такође је учествовао и Лојд Вебер, који је написао преправљену пјесму „The Rum Tum Tugger”" за потребе оживљавања. Приказивање је касније продужено до априла 2015. и пиптрни је у продају додатних 100.000 карата, а Кери Елис је замијенила Шерзингерову као Гризабела. Мјузикл се још једном вратио у лондонском Паладиуму за још једно ограничено приказивање, које је трајало од 23. октобра 2015. до 2. јануара 2016. године, са Беверли Најт у улози Гризабеле.

### Бродвеј
Мачке су дебитовале на Бродвеју 7. октобра 1982. године у позоришту Винтер Гарден, са рекордних 6,2 милиона долара претпродаје карата. Већина оригиналног креативног тима је остала, а Мартин Леван је замијенио Јакоба као дизајнера звука, а Стенли Лебовски је замијенио је Рабиновица као музички директор. Мјузикл је копродуцирао оригинални лондонски продукцијски тим, заједно с Дејвидом Гефеном и Шуберт организацијом. Била је то најскупља представа икад изведена у Бродвеју у то вријеме, са трошковима производње од 5,5 милиона долара, иако је повратила уложено за мање од 10 мјесеци. На дан 19. јуна 1997. године, Мачке су престигле Линију хора на првом мјесту по броју извођења у Бродвеју, са 6.138 извођења. Тада је откривено да је мјузикл имао економски утицај од 3,12 милијарди долара на Њујорк и створио је више позоришних послова него било који други ентитет у историји Бродвеја. Датум затварања је био објављен за јун 2000. године, али је након тога одложен након повећаног раста продаје карата. Представа је затворена 10. септембра 2000. године, након укупно 15 претпрегледа и 7.485 извођења. Једна глумица — Марлен Данијел, наступила је у продукцији на Бродвеју током читавог 18-годишњег извођења. Рекорд по броју извођења на Бродвеју, 9. јануара 2006. године, срушио је мјузикл Оперски фантом, а Мачке се данас налазе на четвртом мјесту по броју извођења на Бродвеју свих времена. Оригинална продукција на Бродвеју прикупила је око 388 милиона долара од продаје карата.
Охрабрени пријемом на првом оживљавању у Вест Енду, продуценти су почели да размишљају да врате Мачке на Бродвеј почетком 2015. године. Оживљавање на Бродвеју отворено је 31. јула 2016. у позоришту Нил Симон. Представљена је нова кореографија Андија Бланкенбулера, при чему су се Нун и Напије из оригиналног креативног тима вратили режији и дизајну. Шрезингерова, која је глумио Гризабелу у оживљавању у Вест Енду 2014. године, првобитно је пристала да игра исту улогу и у оживљавању на Бродвеју, али се касније повукла. Леона Луис је играла Гризабелу, а наслиједила ју је Мами Парис четири мјесеца касније, у октобру 2016. Оживљавање на Бродвеју затворено је 30. децембра 2017. након 16 претпрегледа и 593 извођења.

### Сјеверна Америка
Након првог дебија на Бродвеју, Мачке су интензивно приказиване широм Сјеверне Америке. Прва америчка национална турнеја — Мачке национално I, покренута је у позоришту Шуберт у Бостону, у децембру 1983. године, а завршена је у новембру 1987. године. У уводној вечери наступала је Лаури Бихман у улози Гризабеле и Шарлот Дамброз у улози Касандре; касније замјене укључују Викторију Кларк и Џесику Моласкеј, обје у улогама Џелилорум / Гридлебон. Ова продукција је била „спора турнеја“ која је имала дуготрајне ангажмане који су трајали неколико мјесеци у сваком од девет градова које је посјетила. Мачке национално II, одвојена продукција у позоришту Шуберт у Лос Анђелесу, од јануара 1985. до новембра 1986. године. Играли су Ким Крисвел и Џорџ де ла Пена у улогама Гризабеле и Мистофелеса. Трећа америчка турнеја — Мачке национално III, трајала је двије године, од септембра 1986. до септембра 1988. Истакнути извођачи на трећој турнеји су Џонатан Серуло као Скимблешанк (1986) и Бил Нолт као Олд Деутерономеј (1987).
Четврта национална турнеја — Мачке национално IV, била је на турнеји по Сједињеним Државама током 13 година, од марта 1987. до децембра 1999. Превазишла је прву националну турнеју мјузикла Оклахома, у новембру 1997. и постала најдужа турнеја у историји позоришта, а одиграла је 5.000. представу у јулу 1999. Значајни извођачи на четвртој турнеји су Амелија Маршал као Силабуб (1988), Јан Хорват као Гризабела (1990), Брајан Бет као Мункустрап (1991–1992), Џенифер Коди као Румплетизер (1992), Дејвид Хибард као Рум Тум Тугер (1992–1993), Натали Торо као Гризабела (1992, 1997), Кристофер Гатели као Мистофелес (1993), Џон Трејси Еган као Олд Деутерономеј (1993–1994), Ј. Роберт Спенсер као Рум Тум Тугер (1995), Барт Шато као Бустофер Џонс / Гус / Гроултигер (1996), Линда Балгорд као Гризабела (1998) , Анди Карл као Рум Тум Туггер (1998), и Лена Хал као Деметер (1998). До јуна 1997. сјеверноамеричке турнеје су прикупиле више од 400 милиона долара.
Након затварања представе на Бродвеју 2000. године, компанија Troica Entertajnment је стекла права на турнеју Мачки и покренула прву националну турнеју која није била у власничкој структури представе. После пробе у хотелу Хара, у Атлантик Ситију, у јулу 2001., продукција је од 11. августа до јуна 2012. гостовала у Сјеверној Америци током 11 година. Извођачи на турнеји без капитала били су Џули Гарније као Џенианидот (2001) и Ди Росколи као Гризабела (2002). У јануару 2019. године, отворена је нова сјеверноамеричка безкапитална турнеја заснована на оживљавању мјузикла из Бродвеја 2016. године, у Провиденс центру умјетности у Роуд Ајланду, а планирано је да се изводи да ради до јуна 2020.
У међувремену, прва канадска национална продукција премијерно је изведена у марту 1985. у позориштима Елгин и Винтер Гарден у Торонту, Онтарио. Двије године касније, преселила се у Монтреал, а затим је обишла и остале дјелове Канаде. У тренутку кад се продукција затворила у августу 1989. године, постала је најуспешнија канадска сценска продукција свих времена, са зарадом од 78 милиона долара, од готово два милиона карата. Друга турнеја из Канаде започела је у бившем позоришту Панасони у Торонту у мају 2013. године и приказивала се четири мјесеца, из и 128 приказивања, 28 година након првобитне продукције.
Мјузикл је први пут извођен у Мексику од априла 1991. до новембра 1992; продукција на шпанском језику извела је више од 400 представа, а глумили су Марија дел Сол као Гризабела, Мануел Ландета као Мункустрап, Сузана Забалета као Џелилорум, Мара Дуенас као Силабуб и Аријел Лопез Падила као Макавити. Оживљавање је премијерно приказано у позоришту Сан Рафаел у мају 2013. године, у уводној вечери у којој су учествовали Филипа Ђордано као Гризабела, Ландета и Мара Дуенас. После укупно 350 приказивања, представа је затворена у позоришту Сан Рафаел у јуну 2014. године, а затим су до децембра 2014. обишли 36 градова у Мексику. Остали извођачи који су се касније придружили продукцији укључују Лизет, Року Банкуелс, Лилу Денекен и Мирјам Монтемајор Круз, од којих су сви глумјели Гризабелу. Још једно мексичко оживљавање покренуто је у Стогодишњем театру Чоисан у октобру 2018. године; пјевачица Јури је била Гризабела, а Ландета у улози Олд Деутерономеја. Оживљавање је обиљежило 200. наступ у мају 2019.

### Уједињено Краљевство
Прва турнеја по Великој Британији и Ирској отворена је у мају 1989. године у позоришту опере у Блекпулу. За ову турнеју, у улози Гризабеле била је Марти Веб, Роземари Форд као Бомбалурина и Џон Партриџ као Алонзо. После шестомјесечног ангажмана у Блекпулу, оборен је рекорд позоришта, уз посјету од око 450.000 људи, продукција се преселила у Единбург за три мјесеца, прије затварања у мају 1990. након још два мјесеца у позоришту Поинт у Даблину. Друга национална турнеја започета је у јуну 1993. у позоришту Хиподром у Бристолу, у којем је Роземари Форд наступила као Гризабела, Робин Казинс као Мункустрап, Сајмон Рајс као Мистофелес и Тони Монополи као Олд Деутерономеј. Турнеја је затворена у Кући опере у Манчестеру у децембру 1995.
Након затварања оригиналне Вест Енд продукције, 2003. започела је турнеја широм земље, у којој је Криси Хејмонд глумила Гризабелу, док Дијана Пилкингтон није преузела улогу 2006. године. Хемонд се поново нашла у улози на турнеји 2007—2008.
Турнеја Мачки у Великој Британији и Ирској покренута је у фебруару 2013. године у Плејхаусу у Единбургу, са Џоаном Емпил у улози Гризабеле. Сузан Мекфеден је преузела улогу од Емпилове током тронедељне турнеје у Даблину. Продукција је трајала до 2014. године, прије преласка на Вест Енд. Између ограничених приказивања на Вест Енду, мјузикл се вратио у позориште Блекпул опера хаус 2015. године, овај пут у главној улози је била Џејн Макдоналд, у улози Гризабеле. Након другог оживљавања Вест Енда, продукција је обишла Велику Британију 2016. године са Анитом Луис Комб у улози Гризабеле и Маркелеом Вардом као Рум Тум Тугером.

### Јапан
Продукција Мачака на јапанском језику, компаније Shiki Theatre Company, непрекидно се игра откад је премијерно изведена у посебном округу Токија —  Шинџукуу, у новембру 1983. Ова продукција је била "спори обилазак" са ангажманима који трају неколико година у сваком од девет градова које је посјетила. За довођење Мачки било је потребно почетно улагање од 800 милиона (3,4 милиона америчких долара 1983) у Јапан, укључујући 300 милиона јуана за изградњу намјенског позоришта прилагођеног потребама музике. Ово је био велики финансијски ризик за компанију Shiki Theatre Company, јер је значило да је за остваривање профита потребно да се представа приказује дуго; међутим, тадашње сценске продукције у Јапану одвијале су се мјесечно, а отворене представе су биле нечувене. Остварени успјех ове продукције довео је до онога што су локални медији 1980-их назвали „музичким процватом“, а остали бродвејски мјузикли брзо су слиједили и наступали у Јапану.
Од 2019. године представа се изводи у намјенски изграђеном позоришту Мачке, у Токију. Продукција је остварила више од 10.000 извођења пред преко 10 милиона гледалаца.
Слично оригиналној лондонској сцени, сценографија позоришта Мачке, капацитета 1.200 мјеста, изграђена је на окретном поду позорнице тако да се за вријеме увертира, позорница и дјелови штандова окрећу приближно на 180 степени. Године 1998, јапанска продукција је претрпјела значајне измјене кореографског, сценског и костимографског дизајна. Након додатних ревизија 2018. године, тренутна верзија садржи 27 мачака, укључујући Џемиму и Силабуба (које су еволуирале у два одвојена лика) и оригиналног лика по имену Гилберт.
У јапанској продукцији били су бројни угледни извођачи, укључујући Шинтароа Соноку као Мункустрапа (оригинална глумачка веза из 1983), Канџија Ишимару као Скимблешанка (1992), Масахику Ицимуру и Мају Кавасаки. Иошико Хатори (јап. 服 部 良 子) држи рекорд у продукцији као члан глумачке групе који се најдуже појављује; глумила је Џенианидот у оригиналној глумачкој постави из 1983. године и остала у улози 20 година са укупним бројем од 4.251 извођењем.

### Беч
У режији Питера Века, прва продукција Мачака на њемачком језику отворена је у септембру 1983. у Позоришту на реци Вин, у Бечу, Аустрија. Године 1988, представа се премјестила у новоуређено позориште Ронахер, где је трајала још двије године, прије него што је на седму годишњицу затворена у септембру 1990. Бечка продукција остварила је укупно 2.040 извођења, уз више од 2,3 милиона гледалаца.
У оригиналној бечкој продукцији, наступили су Уте Лемпер који је играо Бомбалурину, Стев Бартон који је играо Мункустрапа и Роберт Монтано који је играо Паунсивал. Пија Даувес је такође била чланица глумачке поставе од 1987. до 1989. године, покривајући неколико различитих ликова, укључујући Гризабелу. Бечка продукција је такође вршила ограничене перформансе у Комик опери у Берлину, у Источној Њемачкој 1987, и у Московском оперетном позоришту у Совјетском Савезу 1988.
У току је оживљавање од стране продукцијске компаније Vereiningte Buhnnen Wien у позоришту Ронахер, планираног за септембар 2019.

### Њемачка
Под утицајем успјеха представе у Бечу, Њемачка продукција компаније Stella Entertajnment премијерно је представљена у априлу 1986. у новоуређеном Оперетенхаусу у Хамбургу. Затворена је у јануару 2001. након 15 година, током којих је остварила више од 6.100 извођења, пред 6.2 милиона гледалаца. Мачке су прва сценска продукција у земљи која се одржавала без јавног финансирања и била је прва која се покретала више година; њихов успјех је успоставио област као профитабилан подухват у Њемачкој. Мјузикл је такође био огромно појачање за туризам у Хамбургу, посебно у његовом округу Сент Паули, гдје дође 30% од укупног броја туриста. Број посјетилаца у граду се повећао за преко милион годишње током првих пет година од премијере представе.
Мачке су редефинисале мјузикл у дијелу света гдје се говори њемачки језик, окрећући индустрију која се састојала од тадашњег репертоарског позоришта према комерцијалним продукцијама које су финансирале приватно. Успјех бечких и хамбуршких продукција изазвао је „музички процват“ у региону, у којем је дошло до лансирања мјузикала, не само у Њемачкој већ и у Швајцарској. Такође је дошло до "грађевинског процвата" у Њемачкој, јер су широм земље отворена нова позоришна мјеста, попут позоришта Шмит. Њемачка је од тада постала треће највеће тржиште мјузикала послије Сједињених Држава и Уједињеног Краљевства, а Хамбург је њен „пријестоница мјузикала“.
После Хамбурга, њемачка продукција се преселила у Штутгарт, где је мјузикл извођен од 2001. до 2002. године. Компанија Stage Entertainment, преузела је продукцију средином 2002. и преселила представу у Берлин (2002–2004) и касније Диселдорф (2004–2005), прије него што је обишла друге градове до 2006. Компанија Mehr Entertainment, покренула је засебну турнеју Мачака, која је трајала од децембра 2010. до јуна 2013. године, наступајући у намјенском позоришту у путујућем шатору. Поред Њемачке, ова компанија се заустављала и изводила представу и у градовима у Луксембургу, Швајцарској и Аустрији.

### Европа
Поред Велике Британије, Беча и Њемачке, Мачке се такође често продуцирају и у остатку Европе.
Прва не-енглески продукција Мачака премијерно је изведена у марту 1983. године у позоришту Мадах у Будимпешти, Мађарска. Режију је радио Тамас Сиртес, а кореографију Ласло Сереги. Од тада, продукција на мађарском језику се и даље повремено поставља као део репертоара позоришта Мадах и до 2017. године изведена је скоро 1.500 пута.
У новембру 1985. године, у позоришту Дет Норски у Ослу, премијерно је изведена продукција на норвешком језику. Затворена је у јануару 1987. године и укључивала је извођаче попут Ејвинда Блункија, Брит Елизабет Хагенсли и Ејстајна Вика. Јорма Јотинен режирала је и кореографирала финску продукцију у Градском позоришту у Хелсинкију, која је трајала двије године, од септембра 1986. до децембра 1988. године. Моника Аспелунд је била у улози Гризабеле, Хејку Кинунен у улози Гуса и Кристина Елстела у улогама Џенианидоте / Гридлебона. Шведска верзија мјузикла премијерно је изведена 1987. у позоришту Кина у Стокхолму. Продукцију је гледало укупно 326.000 гледалаца прије него што се, двије године касније, пребацила у позориште Скандинавијум у Гетеборгу.
У међувремену, мјузикл је премијерно приказан у Краљевском позоришту Кар у Амстердаму, Холандија, 1987. године, са Рут Џејкот у улози Гризабеле. Приказиван је још 1988. и од 1992. до 1993. Мачке су свој француски деби имале у позоришту Театре де Париз, у Паризу, гдје је представа извођена од фебруара 1989. до априла 1990. са оригиналном глумачком поставом која је укључивала Жила Рамада у улози Олд Деутерономеја. Представа је такође продуцирана у Цириху, у Музичком позоришту АББА, од 1991. до 1993. године, док су продукција за представу у позоришту Стадхаувбург, у Антверпену, у Белгији 1996. године, радили Јоп ван ден Енде и Краљевски балет Фландрије. Продукција „Еуротоур“, са комбинованим енглеским и њемачким језиком, била је на турнеји по региону од маја 1994. до децембра 1995.
У 21. вијеку, мјузикл је приказиван у позоришту Дет Нај, у Копенхагену, Данска, у периоду од 2002. до 2003. Данску продукцију је превео Адам Прајс и то је била једна од највећих позоришних представа икада изведених у земљи у то вријеме, са 100 извођача, музичара и позоришних радника на сцени. Прва продукција Мачака, која није била реплика дозвољена је за извођење у Пољској. Изведена је у позоришту Мизични Рома, у Варшави у јануару 2004. и приказивана је до 2010. У оперској кући Гетеборг изведена је продукција на шведском језику, коју је компоновала Ингеле Форсма; ова верзија је замишљена да се одигра на напуштеном сајмишту и приказивана је од септембра 2006. до фебруара 2007. Од осталих продукција, мјузикл је извођен у позоришту Дивадло Миленијум у Прагу, од 2004. до 2005. године, као и у позоришту Чет Ноир у Ослу. Прва продукција на италијанском језику започела је турнеју по Италији 2009. године.
Холандска компанија за забаву уживо — Stage Entertainment, била је одговорна за неколико европских продукција Мачака. Компанија је продуцирала мјузикл у позоришту Колосеум у Мадриду, гдје је извођен од децембра 2003. до јануара 2005. Виктор Улате Роче је наступио у улози Мистофелеса. Затим су извршили продукцију на руском језику, у Московској палати омладине, гдје је извођена од 2005. до 2006, а Иван Ожхогин је наступио у улози Мункустрапа. Продукција на холандски језик, под истом компанијом, била је на турнеји у Холандији и Белгији од 2006. до 2007. године, са неколико извођача у улози Гризабеле, укључујући Пију Даувес и Аниту Мејер. Оживљавање мјузикла у Паризу, од стране компаније Stage Entertainment, било је у позоришту Могадо, а трајало је од октобра 2015. до јула 2016. Ова продукција је заснована на оживљавању из Лондона 2014. године и такође је садржавала нову пјесму коју је посебно написао Лојд Вебер за француску продукцију.
Турнејске продукције на енглеском језику такође су обилазиле европски регион. Међународне турнеје у раним до касним 2000-има укључују наступе у Шведској, Норвешкој, Финској, Грчкој, Португалу, Њемачкој, и Италији. Турнеја у Великој Британији 2013–2014 обишла је градове у Белгији, Грчкој, Италији, Монаку и Португалу. Најскорије се британска продукција играла у бројним европским градовима, у периоду од 2016. до 2019. године, а локације турнеје били су градови у Швајцарској, Хрватској, Белгији, Пољској, Бугарској, Њемачкој, Норвешкој, Шведској, Финској, Данској, Холандији и Луксембургу. На овим европским турнејама наступило је неколико запажених извођача у улози Гризабеле, укључујући Пернилу Валгрен (Шведска; 2003), Катарину Хаспрову (Словачка; 2016) и Џену Ли Џејмс (Холандија; 2018–2019).

### Океанија
Прва аустралијска продукција трајала је од јула 1985. до августа 1987. у Краљевском позоришту у Сиднеју. Оригинална глумачка група обухватала је Дебру Брајн као Гризабелу, Џона Вуда као Олд Деутерономеја, Марину Приор као Џелилорум, Џефа Филипса као Рум Тум Тугера, Дејвида Еткинса као Мистофелеса и Аниту Луиз Комб као Силабуба. Продукција у Сиднеју коштала је три милиона долара и зарадила је рекордних 28 милиона долара. То је заслужно за ревитализацију тада устајалог жанра мјузикла у Аустралији. После затварања у Сиднеју, додатних 1,8 милиона долара потрошено је за пренос продукције у Мелбурн, укључујући 725.000 долара за обнову старог позоришта Њеног Величанства. Представа у Мелбурну изводила се од октобра 1987. до децембра 1988. године. У уводној вечери наступили су Меган Вилијамс као Гризабела, Вуд као Олд Деутерономеј, Филипс као Рум Тум Тугер, Линда Хартли Кларк као Деметер, Феми Тејлор као Бомбалурина, Рафаел Бек као Румплетизер и Шон Мартин Хингстон као Платон / Макавити. Продукција је од 1989. до 1990. гостовала у Позоришту фестивала у Аделејду, Позоришту Његовог Величанства у Перту, Грађанском позоришту у Њукаслу, Лиричком позоришту у Бризбејну и Оте центру у Окланду. Ово је праћено другом националном турнејом, од 1993. до 1996. године, током које је Делија Хана дебитовала као Гризабела 1994. Професионална циркуска адаптација Мачки, под називом Мачке су побјегле у циркус, одржавала је националну шаторску турнеју од 1999. до 2001. године, а Хана је поново играла улогу Гризабеле. Хана је добила своју улогу у још једној продукцији која је била у Аустралији и Азији 2009. и 2010. године.
У јулу 2014, аустралијска позоришна компанија — Harvest Rain Theatre, уприличила је највећу продукцију Мачака на јужној хемисфери са преко 700 извођача. Продуциран од стране Тима О’Конора, представа је изведена у Конвенцијском и изложбеном центру Бризбејн, у Бризбејну. Калум Мансфилд га је режирао и кореографисао, а у глумачкој постави су били Марина Приор као Гризабела и Стивен Тенди као Бустофер Џонс и Гус. Од октобра 2015. до маја 2016. године, покренута је турнеја оживљавања Мачака у Аустралију, са стајалиштима у Сиднеју, Хобарту , Мелбурну, Бризбејну, Аделејду и Перту. У оживљавању је наступила кантауторица — Делта Гоодрем у улози Гризабеле, прије него што је Делија Хана преузела улогу током наступа у Аделејду и Перту.
Мјузикл се изводио у Окланду од 1989. до 1990, уз ограничено извођење током 2015. Национална турнеја Новог Зеланда одржана је у 16 градова 2019. године, са преуређеном поставом у напуштеном позоришту из Викторијанског доба који је инспирисан Крајстчерчом након земљотреса.

### Азија
Поред Јапана, Мачке се редовно производе и у другим дјеловима Азије. Регион је био домаћин бројним продукцијама мјузикла на енглеском језику, почевши од турнеје која је одржана од 1993. до 1994. године, када је наступила у Сингапуру (са локалном глумицом Џанитом Абисхеганаден као Гризабела), Хонг Конгу и Јужној Кореји. У Азију су се вратиле у периоду од 2002. до 2004. године, када је међународна турнејска компанија наступила у Малезији, Јужној Кореји, Шангају, Тајпеју и Пекингу; у турнеји из 2004. Слиндила Нодангалу је била у улози Гризабеле. Турнеја је поново посјетила Азију између 2007. и 2010, укључујући заустављања у Тајвану, Макауу и Тајланду 2007; Јужној Кореји од 2007. до 2008. године; Кини у 2008; Сингапуру и Хонг Конгу 2009. (Делија Хана као Гризабела); и Манили 2010. године (Леа Салонге у улози Гризабеле). Мачке су поново биле на турнеји по Азији од 2014. до 2015, наступајући у Јужној Кореји, Сингапуру и Макау. Двије године касније, покренута је још једна азијска турнеја и планирано је се задржи до 2020. године, са наступима у Јужној Кореји од 2017. до 2018. године, Хонг Конгу и Тајвану 2018, Кини 2018. (Џоана Емпил као Гризабела) и 2019. године, уз планиране наступе на Филипинима и Сингапуру 2019. и Малезији 2020. године. Мачке су мјузикл са највећом зарадом у Кини у 2018, што чини више од 20% од укупне зараде свих мјузикла те године у земљи.
Мјузикл је такође преведен и продуциран национално у Азији. Од септембра 2008. до маја 2009. продукција на корејском језику гостовала је у Јужној Кореји, а Шин Јунсук и Ок Јухин су се наизмјенично мијењале у улози Гризабеле. Ким Џинву и Десунг су се мијењали у улози Рум Тум Тугера, а Ким Букинг је био у улози Румплетизера. Ова продукција је оживљена и обишла је Јужну Кореју од 2011. до 2012, а Инсони и Парк Хејми су наизмјенично представљале Гризабелу. Прва продукција на кинеском језику започела је обилазак различитих градова у Кини 2012. године.

### Остало
Шпанске и португалске језичке продукције Мачки су организоване у Јужној Америци, са представама у Аргентини 1993. године (Оливија Бучио као Гризабела), у Чилеу 2006. (у Арени Сантијаго) и 2014, у Колумбији 2009, и Бразилу 2010 (Паула Лима као Гризабела). Остале земље у којима је мјузикл изведен су Јужноафричка Република (2001–2002), Либан (2002), Катар (2003, 2017), Турска (2013), Израел (2014), и Уједињени Арапски Емирати (2017).
Крузерска компанија — Royal Caribbean International, објавила је у априлу 2014. године да ће се продукција Мачака у пуној дужини редовно изводити за госте највећег крузера међу путничким бродовима — MS Oasis of the Seas-а. Продукција је почела са наступима у јесен 2014. године и глумци се ротирају на сваких девет мјесеци.

### Регионалне и аматерске продукције
Мачке продуцирају различите професионалне компаније за регионална позоришта. У позоришту Бродвеј Сакраменто изведен је мјузикл 2003. године, као и 2009. у павиљону Велс Фарго. У обје продукције је Кен Пејџ, репризирао своју улогу Олд Деутерономеја из оригиналне продукције Бродвеја, заједно с Жаклин Пиро Донован у улози Гризабеле и Џефријем Денманом у улози Мункустрапа. У продукцији у амфитеатру Муни из 2010. године, гдје је Пејџ био у улози Олд Деутерономеја, Стефани Џ. Блок као Гризабела и Лара Титер као Мункустрап. Позориште сценских умјетности — Ла мирада, угостило је мјузикл 2014. године, са Тодриком Халом у улози Рум Тум Тугера.
Ник Винстон режирао је и кореографирао продукцију у позоришту Килворт Хаус 2019. године, са глумачком поставом у којој су учествовали Ема Хатон и Хелен Анкер. Смјештен је у трошној Лондонској подземној метро станици током Другог свјетског рата и добила је рецензију од пет звјездица од стране британског часописа The Stage"', за своје радикално оживљавање Мачки.
Мјузикл је доступан и за школско и аматерско лиценцирање преко The Musicial Company-ја. На дан 24. марта 2013. године, највеће извођење Мачки икада, одржано је националном позоришту у Бирмингему, гдје је у извједби учествовало 3.000 ученика из школа умјетности Стејџкоач.

## Филмске адаптације
Бивши анимацијски студио Стевена Спиелберга — Amblimation, планирао је анимирану адаптацију мјузикла у 1990-им. Филм је требао да буде постављен у ратом разореном Лондону током Другог свјетског рата, али је пројекат напуштен затварањем студија 1997. године. Следеће године, објављен је видео филм за директно гледање. Филм је режирао Дејвид Малет, а сниман је у Аделфи театру у Лондону. У њему су глумили Елејн Пејџ као Гризабела, Џон Мајлс као Гус, Кен Пејџ као Олд Деутерономеј и Мајкл Грубер као Мункустрап.
Филмска адаптација у режији Том Хупера за Universal Pictures, Amblin Entertainment and Working Title Films је објављена 20. децембра 2019. У филму су глумили: Џејмс Џордан као Бустофер Џонс, Џуди Денч као Олд Деутерономеј, Џејсон Деруло као Рум Тум Тугер, Идрис Елба као Макавити, Џенифер Хадсон као Гризабела, Ијан Макелен као Гус, Тејлор Свифт као Бомбалурина, Ребел Вилсон као Џенианидот и Франческа Хајвард као Викторија.

## Пријем

### Зарада
Мачке су комерцијални блокбастер. Његова свјетска зарада у бруто вриједности од преко двије милијарде долара до 1994. године, учинила га је највећим мјузиклом у историји у то вријеме. Године 2012. години New York Post је објавио да је мјузикл достигао 3,5 милијарди долара зараде.

### Критички пријем

#### Лондон
Оригинална лондонска продукција добила је углавном бурне критике, а критичари су је оцијенили као преломни тренутак у британском мјузиклу. Мајкл Билингтон, новинар Гардијана, похвалио је Мачке као „узбудљив комад тоталног позоришта“. Билингтон је похвалио "снажан оквир" представе и лакоћу у коју су пјесме интегрисане. Такође су били импресионирани допадљивим композицијама Лојда Вебера, Напијеовим сетом за животну средину, Лајнином ефективном и понекад сјајном кореографијом и Нуновом "сјајном инсценацијом" која користи читав аудиторијум. Представа је добила сличне ужарене критике од Петера Хеплија из часописа The Stage и од Дерека Џевела из Сандеј тајмса. Џевел је написао да су Мачке међу најузбудљивијим и најиновативнијим мјузиклима икад организованим, док је Хепли изјавио да је са Мачкама „британски мјузикл направио велики корак напријед, надмашујући генијалност и изум било чега што је Бродвеју послао“
Било је неколико млаких рецензија, понајвише Ирвинга Вардлија из Тајмса. Вардли је уживао у композицијама Лојда Вебера, али је визуелни спектакл сматрао превеликим. Рецензија Роберта Кушмана за часопис The Observer, закључила је да су Мачке промашене, али да су незамјењиве.
Рецензије за оживљавање у Лондону 2014. и 2015. године, такође су биле позитивне, а критичари су за обје продукције дали у просјеку 4 од 5 звјездица. Критичари су углавном сматрали да су оживљавања пријатна и оснажујућа, мада је Марк Шентон био разочаран што новој сценографији недостаје имерзивност оригинала.

#### Бродвеј
Реакције на оригиналну бродвејску продукцију су помијешане. У својој рецензији за Њујорк тајмс, Франк Рих је напоменуо да је главно извлачење представе било то што "преноси публику у потпуни свијет маште који може постојати само у позоришту". Велики дио овог "чудесног спектакла" приписао је Нуновој режији, Напијеровој сценографији и костимима, као и талентованим глумцима. Рих је сматрао да су многе пјесме Лојда Вебера биле "паметно и прикладно" помијешане, а био је и импресиониран како Лајнова и Нун разликују сваки лик кроз персонализовано кретање. Међутим, критиковао је Лајнину кореографију и осјетио је да мјузикл није успио у његовом нејасном покушају да исприча причу. Све у свему, желио је да представа има више "осјећаја да иде са својом најиновативнијом сценографијом". Клајв Барнс, из Њујорк поста, закључио је своју ревизију написавши: „Његов значај лежи у његовој свесрдности. То је исказ мјузикла који се не може занемарити, треба да се покаже контроверзним и никада неће бити заборављен“.
Оживљавање мјузикла на Бродвеју 2016. добило је сличну мјешовиту критику Чарлса Ихервуда из Њујорк тајмса. Ихервуд је закључио да је препород био "у основи Мачке које сте познавали и вољели када вас је први пут угризла музичко-позоришна буба. Или су то Мачке које сте познавали и кикотали се када сте их први пут срели".

### Награде и номинације
Мачке су добиле бројне међународне награде и номинације. Оригинална лондонска продукција номинована је за шест награда Лоренс Оливер 1981. године, освојивши двије награде укључујући и награду за најбољи нови мјузикл. Двије године касније, оригинална бродвејска продукција освојила је седам награда Тони, укључујући и награду за најбољи мјузикл, од једанаест номинација. Представе у Лондону и Бродвеју номиноване су за награду Грами за најбољи музички позоришни албум, који је освојила бродвејска продукција. Године 2015, продукција оживљавања у Лондону било је номинована за двије награде Лоренс Оливер, укључујући награду за најбољи оживљени мјузикл, али их није освојила.

## Заоставштина и културни утицај
Овако се дијели историја: BC (прије нове ере на енглеском) — Прије Мачака  — и AD — Ендру Доминант.— Марк Стејн о историји мјузикла.
Упркос мјешовитим рецензијама када су Мачке премијерно изведене у Њујорку 1982. године, критичари су се сложили да је била иновативна и визуелно спектакуларна на начине какве Бродвеј никада раније није видио. Мјузикл је постао културни феномен и имао је дубок утицај на медиј. Мачке су основале мјузикл као глобалну робу, означавајући почетак нове ере у индустрији коју карактеришу огромни глобални улози за потенцијално чак и повећање глобалног профита. То је довело до промјене у тржишту Бродвеја према великим буџетским блокбастерима и показује да се свиђа породицама и туристима, што је заузврат оставило мање продукције немоћним да се такмиче. Мачке су такође покренуте у „златном добу британских мјузикала“ у којем се видјело да извоз Вест Енда доминира у индустрији скоро двије деценије. Историчар мјузикала — Вагелис Сиропулос тврди да у погледу утицаја, са премијером Мачки може да се пореди само премијера Оклахоме Роџерса и Хамерстејна, од прије тридесет девет година.]
На крају, критичари су поларизовани на то да ли су Мачке промијениле мјузикл на боље или на горе. Вилијам Гримс је написао је: "Постоји више од неколицине који феномен Мачака виде као позоришни еквивалент успона мегабуџетног холивудског акционог филма. За њих су Мачке „бездушна машина новца“.

### Утицај и иновације
Као "први прави мегамјузикл", Мачке су постале зачетник жанра мјузикала који се продуцирају на великом и глобалном нивоу. То је утрло пут каснијим мегамјузицима — укључујући Јаднике (1985), Оперског фантома (1986) и Мис Сејгон (1989), који су од тада доминирали у индустрији. Сиропоулос је објаснио:
Мачке се сматрају истанчаним мегамјузиклом, јер је поновљен, као ниедна друга представа, поново је створио позоришни простор као неизмјеран афективни обухватач, који доживљај гледања претвара у хипер напуњени трзај, а гледаоца у истраживача нових и изазовних звучних и визуелних сензација. Његов невиђени успјех отворио је пут још храбријим хиперспацијалним конфигурацијама, сценографију је учинио правим градитељем окружења и подигао је свјетлосни и звучни дизајн у статус умјетности сам по себи. То је такође трасирало пут ка сталној револуцији сценске технологије.
Мачке су представиле маркетиншку стратегију која је поставила образац за следеће мегамјузикле. Ране рекламе за мјузикл нису садржавале традиционалне потезе цитата (упркос многим позитивним критикама) нити било коју улогу, умјесто тога, обиљежава представу саму као звијезду. То је учинила усвајањем, а потом агресивним промовисањем, једне препознатљиве слике (логоа мачијих очију) као лица представе. Лого мачијих очију био је први глобално тржишни лого у историји мјузикала и био је упарен са слоганом „сада и заувијек“, да би створио оно што је Дејли телеграф назвао „једним од највећих постера мјузикала“. Такво брендирање логоа показало се једнако ефикасним за касније мегамјузикле, као што је случај са постером „бескућница Козета“ за мјузикл Јадници и „фантомска маска“ за мјузикл Оперски фантом. Ова метода оглашавања имала је додатни ефекат умањивши важност критичких рецензија, популаришући такозвани статус „мегамјузикала“ као „заштићене од критике“.
Поред тога, Мачке су биле прва представа на Бродвеју и Вест Енду која је искористила продају робе као главни ток прихода. У холу позоришта постављени су штандови за продају сувенира у распону од играчака и сатова до кригли за кафу, који су сви били украшени логотипом мачјих очију. Званична мајица мјузикла постала је друга најпродаванија мајица на свијету 1980-их, иза мајице Хард Рок Кафеа. Трговина је од тада постала важан извор прихода за ову индустрију.
Осим тога што су биле мегамјузикл, Мачке су биле водеће у бродвејском тренду за мјузикле намијењене породицама и туристима, који су касније попримили облик Дизнијеве позоришне продукције и џубокс мјузикла. Маркетиншке кампање за циљану породичну публику у вријеме када ова демографска структура није била у разматрању у индустрији. Композитор Џои Рапосо рекао је за породичне мјузикле 1986. године: „Мачке су диван доказ тога каква је публика тамо напољу, неискоришћена. Људи желе позоришно искуство за своју дјецу“. Захваљујући свом лако доступном спектаклу, оригинална продукција на Бродвеју такође је ушла у растући туристички бум у Њујорку и његова се публика у каснијим годинама све више помјерала ка страним посјетиоцима. Билингтон такође посебно прати успон музичког жанра џубокса уназад до Мачки, цитирајући његово непоштовање драмског текста у корист свеобухватног позоришног искуства.
Фантазијска подешавање мјузикла и игнорисање вјероватноће дозвољених револуционарних експеримената за освјетљење и аудио технологије. Оригиналне продукције у Лондону и Бродвеју садржале су прву употребу аутоматизованог освјетљења од стране Дејвида Херсеја за производњу калеидоскопских пејзажа и компликованих оптичких ефеката у историји позоришта. Херсеј је такође користио свијетло на "архитектонски начин", са брзо промјенљивим конфигурацијама, како би брзо узастопно уочио различите извођаче. Ова динамична промјена перспективе публике створила је ефекат сличан ефекту брзог сијечења у монтажи филма. Оригинална лондонска продукција Мачки био је и први познати случај у коме је цијела глумачка опрема била појединачно опремљена радио микрофонима. Одступање од заједничких амбијенталних микрофона значило је да представа не мора да зависи од акустике и архитектонског дизајна позоришног простора, и омогућило је дизајнеру звука да постигне кинематографске нивое појачања звука и аудио звука у студију уживо. Ова пракса трансформисала је дизајн звука и од тада је постала норма у позоришту уживо.
Мачке су отвориле нова регионална, турнејска и међународна тржишта која индустрија и даље користи. Препознајући глобални потенцијал своје представе, Мекинтош је копирао оригиналну продукцију широм свијета са невиђеним степеном стандардизације. Марла Карлсон, парафразирајући историчара позоришта Алан Филвоуда, написала је:
Мачке су започеле прогресивну трансформацију Бродвеја са одређене локације у делокализованом „тренутку пријема“, који се може доживјети било гдје и било гдје, чак и настављајући да зависе од печата одобрења које доноси финансијски успјех у стварном бродвејском позоришту“.
У 1980-им, успјех локалне продукције Мачки у Токију, Сиднеју, Бечу, Хамбургу, и Торонту био је прекретница која је ове градове (и земље којима припадају) поставила као главна комерцијална тржишта у глобалном позоришном колу. Мјузикл је такође био благодат за турнејску индустрију Бродвеја. Године 1997, Њујорк тајмс је означио регионалну и турнејску продукцију Мачки са "скоро да је самостално оживјела посрнули бизнис". Мачке су револуционирале турнејско пословање увођењем већ уобичајене праксе дугих туристичких ангажмана који могу трајати неколико седмица или мјесеци у једном граду, за разлику од типичних једнонедељних или десетодневних обилазака. Мекинтошево инсистирање да све турнејске представе Мачки реплицирају бродвејску продукцију резултирало је и проширивањем и надоградњом простора регионалног позоришта како би се прилагодили захтјевним логистичким захтјевима мјузикла, јер локални власници позоришта нису жељели да пропусте прилику да угосте уносну представу.

### „Memory“
„Memory“ је издвојена хит пјесма из мјузикла Мачке. До 2002. године, пјесма је пуштена преко два милиона пута на радио и телевизијским станицама у САД-у. Била је то најтраженија пјесма у клавирским баровима и салонима 1980-их и била је једнако популаран избор на вјенчањима, концертима и другим скуповима. Од 2006. године, пјесму су око 600 пута снимили умјетници као што су Барбра Страјсенд, Бари Манилов, Џуди Колинс и Џони Матис, у распону од лаког слушања до техна. Према Стернфилду, то је „по неким процјенама најуспјешнија пјесма икада из мјузикла“.

### Креатори
Мачке су биле преломна представа за све нас ...  Њихов успјех нам је дао сву слободу да наставимо и радимо друге представе— Мекинтош
Упркос умјереним хитовима са мјузиклима Исус Христ суперзвијезда и Евита, Лојд Вебер је био и даље релативно непознат широј јавности прије Мачки, посебно у САД-у. Са Мачкама је и сам постао велика славна личност. Мјузикл је такође успоставио позоришне каријере оригиналног креативног и продукцијског тима. Након Мачки, они су сарађивали на другим глобалним блокбастерима, укључујући Старлајт експрес (компоновао Вебер, режирао Нун, а дизајнирао Напије), Јаднике (режирао Нун, дизајнирао Напије, продуцирао Мекинтош), и Оперског фантома (компоновао Вебер, кореографирала Лајн и продуцирао Мекинтош).
Позориште Нови Лондон, у којем је оригинална лондонска продукција Мачки извођена 21 годину, званично је преименован у Позориште Жилијен Лајн 2018. Тиме је Лајн постала прва не-краљевска жена по којој је названо неко позориште у Вест Енду.
До 2012. године, исплате ауторских накнада из Мачки Елиотовим насљедницима износиле су око 100 милиона долара. Валери Елиот је искористила дио тог новца како би основала књижевно добротворно дјело и упоставила награду Т. С. Елиот која је од тада постала „најзанимљивија награда у поезији“. Мачке су такође преокренуле ствари за независну британску издавачку кућу Faber and Faber. Као издавачка кућа Елиотове књиге Стара књига практичних мачака, са зарадом до милион фунти годишње од мјузикла, Мачке су држале финансијску стабилност издавачке куће током 1980-их. Штавише, мјузикл је довео до пораста продаје Елиотових књига. Успјех Мачаки, водио је издавачку кућу Faber and Faber, да други од својих књижевних својстава — „Гвозденог човјека“ Теда Хјуза, претвори у истоимени мјузикл 1989. године.

### У популарној култури
Мачке су помињане много пута на екрану; од филмова Шест степени раздвојености и Тим Америка: Свјетска полиција, до скеч комедије Уживо суботом увече и анимираних серија попут Породичног човјека, Симпсонова и Боџека Хорсмена, као и комичних ТВ серија као што су Златне дјевојке, Керолајн у граду, Гли и Нераскидива Кими Шмит. Епизода телевизијске мјузикл серије — Луда бивша дјевојка, под називом „Треба ми мало равнотеже“, пародирала је Мачке тако што су све пјесме из мјузикла отпјевале антропоморфне мачке које су се представиле на мјузиклу у Бродвеју.
Сценске пародије мјузикла су такође монтиране у Вест Енду и Оф Бродвеју. Мачке — (ИГРА !!!), шоу за једног човјека, коју су написали Џејми Бимзи и Ричард Хардвик, је комедија црног хумора\ је комедија о измишљеном животу Дејва, мачке која је отпуштена из оригиналне лондонске продукције Мачки у уводној вечери. Глуми Џерард Мекарту у улози Дејва, а уз кореографију Арлене Филипс, мјузикл је премијерно приказан на Фринг фестивалу у Единбургу 2014; а затим је приказиван на различитим регионалним просторима, прије него што је дебитовао на Вест Енду у позоришту Амбасадор, у априлу 2017. Катдашијанс! Паузирај мјузикл, мјешовита је пародија шоуа У корак са Кардашијанима и Мачки, коју су креирали Боб и Тобли Мексмит, а премијерно је приказана у позоришту Електра на Оф Бродвеју, у јуну 2016. године. Све пјесме које су кориштене у пародијама о Мачкама, касније су уклоњене, након оптужби за кршење ауторских права од стране представника Лојда Вебера, који су тврдили да се пјесме користе „да у потпуности пародирају још једну тему“. Друга сценска приказивања Мачки укључују Шест степени раздвојености, Анђеле у Америци, и Мјузикл о мјузиклу.
Музеј Мадам Тисо из Њујорка садржи воштане фигуре неколико ликова из мјузикла, укључујући и једну од Гризабели која пјева „Memory“, коришћењем технологије пројекционог мапирања. Слично томе, воштана фигура Румплетизерома изложена је у музеју воштаних фигура Паноптикум у Хамбургу.
Поштанска марка Мачки, издата је од стране поштанског сервиса Сједињених Држава 2000. године, као дио своје серије „Прослављање вијека“. Мјузикл је изабран као један од петнаест „изванредних артефаката, догађаја и активности“ из осамдесетих година 20. вијека, који је обиљежен печатом сопственог дизајна. Почевши од марта 2019. године, жељезничка линија Ринкај у Токију, у Јапану користи двије пјесме из мјузикла за мелодије поласка воза на станици Оимахи; воз до станице Осаки пушта мелодију пјесме „Memory”, док воз до станице Шинкиба користи мелодију „Skimbleshanks: The Railway Cat”.

## Снимање и музички спотови

### Продукцијска снимања
| Продукција                                          | Детаљи о албуму | Највећа позиција на листама | Највећа позиција на листама | Највећа позиција на листама | Највећа позиција на листама | Највећа позиција на листама | Највећа позиција на листама | Највећа позиција на листама | Продаја          | Сертификације                                     |
| Продукција                                          | Детаљи о албуму | САД                         | АУТ                         | ЊЕМ                         | ЈАП                         | ХОЛ                         | НЗ                          | УК                          | Продаја          | Сертификације                                     |
| --------------------------------------------------- | --- | --------------------------- | --------------------------- | --------------------------- | --------------------------- | --------------------------- | --------------------------- | --------------------------- | ---------------- | ------------------------------------------------- |
| Оригинална лондонска продукција                     | - Објављена: 1. јул 1981. (UK), July 1982 (US) - Издавачка кућа: PolyGram (УК), Geffen Records (US) - Формати: LP, касета, CD | 86                          | 7                           |                             |                             |                             | 21                          | 6                           |                  | - УК: Сребро (1981); Злато (1993) - ШВА: Платинум |
| Оригинална бродвејска продукција                    | - Објављена: 26. јануар 1983. (САД) - Издавачка кућа: Geffen Records (US) - Формати: LP, касета, CD                           | 131                         | 5                           |                             |                             |                             | 17                          |                             | - ВВ: >2,000,000 | - САД: Платинум                                   |
| Оригинална бечка продукција                         | - Објављена: 1983. - Издавачка кућа: Polydor Records - Формат: CD                                                             |                             | 1                           | 24                          |                             |                             |                             |                             |                  | - АУТ: Платинум - ШВА: Платинум - GER: Gold       |
| Оригинална аустралијска продукција                  | - Објављена: 1985. - Издавачка кућа: EMI - Формат: CD                                                                         |                             |                             |                             |                             |                             |                             |                             |                  |                                                   |
| Оригинална јапанска продукција                      | - Објављена: 21. април 1985. - Издавачка кућа: Pony Canyon - Формат: CD - Уживо снимање                                       |                             |                             |                             |                             |                             |                             |                             |                  |                                                   |
| Оригинална хамбуршка продукција                     | - Објављена: 6. октобар 1986. - Издавачка кућа: Polydor Records - Формати: LP, CD - Уживо снимање                             |                             | 12                          |                             |                             |                             |                             |                             |                  |                                                   |
| Оригинална холандска продукција                     | - Објављена: 1987. - Издавачка кућа: Mercury Records - Формат: CD - Уживо снимање                                             |                             |                             |                             |                             | 72                          |                             |                             |                  |                                                   |
| Оригинална лондонска продукција (преглед из Мачака) | - Објављена: 1989. - Издавачка кућа: Polydor Records - Формати: CD                                                            |                             |                             |                             |                             |                             |                             |                             |                  | - УК: сребрно (1993) - ШВА: злато                 |
| Јапанска продукција                                 | - Објављена: 8. фебруар 1989. - Издавачка кућа: Pony Canyon - Формати: CD                                                     |                             |                             |                             |                             |                             |                             |                             |                  |                                                   |
| Оригинална француска продукција                     | - Објављена: 1989. - Издавачка кућа: Polydor Records - Формати: LP, касета, CD - Уживо снимање                                |                             |                             |                             |                             |                             |                             |                             |                  |                                                   |
| Оригинална мексичка продукција                      | - Објављена: 1991. - Издавачка кућа: Polydor Records - Формати: CD                                                            |                             |                             |                             |                             |                             |                             |                             |                  |                                                   |
| Оригинална пољска продукција                        | - Објављена: 12. јануар 2004. - Издавачка кућа: Universal Music Polska - Формати: CD                                          |                             |                             |                             |                             |                             |                             |                             |                  |                                                   |
| Холандска продукција                                | - Објављена: децембар 2006. - Издавачка кућа: Universal Music - Формати: CD - Прегледи                                        |                             |                             |                             |                             |                             |                             |                             |                  |                                                   |
| Оригинална италијанска продукција                   | - Објављена: 26. јануар 2010. - Издавачка кућа: Compagnia della Rancia - Формати: CD - Уживо снимање                          |                             |                             |                             |                             |                             |                             |                             |                  |                                                   |
| Јапанска продукција                                 | - Објављена: 24. април 2019. - Издавачка кућа: Universal Music Japan - Формати: CD                                            |                             |                             |                             | 13                          |                             |                             |                             |                  |                                                   |
| Филмска продукција                                  | - Објављена: 20. децембар 2019. - Издавачка кућа: Universal Music - Формати: CD                                               |                             |                             |                             |                             |                             |                             |                             |                  |                                                   |

### Музички спотови
| Назив                | Година | Режисер (и) | Детаљи | Реф.            |
| -------------------- | ------ | ----------- | --- | --------------- |
| "The Rum Tum Tugger" | 1985.  | Џес Ли      | оригиналним чланом глумачке екипе Бродвеја, Теренсом Маном, у улози Рум Тум Тугера, музички број је преуређен и поново постављен за музички спот. То је био први музички видео креиран за промоцију представе на Бродвеју. | [ 432 ] [ 433 ] |

## Ревизије и исјечени материјал
Сценска продукција Мачки прошла је неколико ревизија од свог отварања у Лондону. Када се представа пребацила на Бродвеј, направљено је неколико резова и преправки са намјером да се што више допадне америчкој публици. Поред тога, пјесма под називом „Cat Morgan Introduces Himself“, исјечена је током почетног развоја. Лојд Вебер је извео ову пјесму на 6.138. наступу на Бродвеју, када је представа оборила рекорд по броју извођења на Бродвеју.

### Гроултигерово последње стајалиште
Редослед "Гроултигеровог последњег стајалишта", мијењан је више пута током историје представе. У оригиналној лондонској продукцији „последњи дует“ за Гроултигера и Гридлебонеа био је поставка за необјављену Елиотову пјесму, „The Ballad of Billy M'Caw“. За оригиналну продукцију на Бродвеју, Балада је замијењена са „In Una Tepida Notte“ пародијом италијанске опере, са више урнебесног хумора. Ова нова верзија на крају је уклопљена у све остале продукције Мачки.
"Гроултигерово последње стајалиште" критиковано је као расно увредљиво. Оригинални стихови, преузети директно из Елиотове пјесме на којој се заснива, обухватали су етничку увредљиву ријеч — „Чинк“ (chink), која се односи на Кинезе, а која је касније замијењена са ријечју „сијамски“. Број је такође првобитно укључивао глумачку поставу која је користила "азијске нагласке" да би приказали сијамске мачке. У верзији за видео из 1998. године, исјечена је цјелокупна сцена с Гроултигером. До 2016. године, "Гроултигерово последње стајалиште" је потпуно уклоњено из америчке и британске продукције представе.

### Мунгоџери и Румплетизер
У оригиналној лондонској продукцији Мунгоџери и Румплетизер су били самостални ликови и отпјевали су своју истоимену пјесму у дуету. Када се представа пребацила на Бродвеј, пјесма је умјесто тога отпјевана у трећем лицу, а Мунгоџери и Румплетизер као лутке су магично контролисали господина Мистофелеса. Њихов број је такође написан да буде бржи и са више оптимизма, наизмјенично између стихова у стилу водвиља и маничних секција добовања. На крају је бродвејска верзија пјесме написана како би омогућила Мунгоџерију и Румплетизеру да још једном отпјевају сопствену пјесму као пуни ликови.

### Рум Тум Тугер
Оживљавање у Лондону 2014. године, увело је у представу је неколико модернизација. Рум Тум Тугер је преправљен од рокстар женскароша до брејкденс уличне мачке. Његов истоимени музички број такође је претворен у реп. Аустралијска турнеја 2015. и паришка продукција 2015 такође су користили нову верзију лика; међутим, оживљавање на Бродвеју 2016. није.

### Кореографија
Оживљавање на Бродвеју 2016. године, представило је нову кореографију Ендија Бланкенбухлера, који је увео више хип хоп и кул џез елемената у покрете и плесове. Кореографија Бланкенбухлера за бројеве ансамбла није се превише разликовала од оригиналне кореографије Лејнове, али значајне промјене су уведене у неколико соло бројева, укључујући „The Rum Tum Tugger“ и „Mr. Mistoffelees“.